# Okrąglica (Wyżyna Częstochowska)
Okrąglica (431 m) – wzniesienie w miejscowości Grabowa w województwie śląskim, w powiecie zawierciańskim, w gminie Łazy. W literaturze turystycznej lokalizowane jest w paśmie wzniesień zwanym Pasmem Smoleńsko-Niegowonickim. W regionalizacji geograficznej Polski według Jerzego Kondrackiego znajduje się na Wyżynie Ryczowskiej będącej częścią Wyżyny Częstochowskiej, ta zaś wchodzi w skład Wyżyny Krakowsko-Częstochowskiej.
Okrąglica jest porośnięta lasem. Duża łąka znajduje się po jej południowo-zachodniej stronie. Duże łąki, obecnie zarastające lasem znajdowały się także po jej południowo-wschodniej stronie. W budujących Okrąglicę wapiennych skałach znajdują się dwa obiekty jaskiniowe: Schronisko bez Mostów i Schronisko w Dużym Leju.
W bliskiej odległości na zachód od Okrąglicy jest wzniesienie Kromołowiec ze Skałami Niegowonickimi, a jeszcze bliżej Spalona Góra.